# Vådmarked
Et vådmarked er en markedsplads for salg af friske råvarer som nyslagtet fersk kød, fisk, skaldyr, krybdyr og andre fødevarer, der ellers adskiller sig fra tørvarer. I Norge er Fiskehallen i Oslo (engros) og Fisketorget i Bergen gode eksempler på velfungerende vådmarkeder. Nogle vådmarkeder sælger også levende og truede vilde dyr, som typisk slagtes når kunden køber, og som bruges til ukonventionel mad og traditionel østlig medicin (alternativ medicin).
Et eksempel er det ulovlige salg af skældyr (Pholidota), hvor kødet betragtes som en dyr delikatesse, og skællene bruges i traditionel kinesisk medicin. (Se Kinesisk skældyr).
Vådmarkeder kan være en samling af små salgsenheder, der på en fast markedsplads tilbyder friske grøntsager og kødprodukter direkte til slutbrugeren. Kødprodukterne er ofte levende for at undgå forurening og slagtes på markedet, når nogen køber. Markederne kaldes 'våde' fordi der er brug for vand både under og efter slagtning og ved vask af frugt og grøntsager for at holde gulvene nogenlunde rene.
Hvad disse markeder tilbyder af varer og tjenester, afhænger af stedets kultur og sædvaner. I nogle lande drejer det om salg af dyr, både levende og vilde dyr. 
I Norge og Japan er der for eksempel mange hundrede års fiskeritraditioner. I Norge findes der endnu et par større fiskemarkeder i Oslo og Bergen. I Japan er der mange og i nogle tilfælde også ganske store markeder. Fiskemarkedet i bydelen Tsukiji i Tokyo betragtes som det vigtigste i verden.
Det var oprindeligt placeret i Nihinbashi, et forretningsdistrikt i Tokyo, som blev ødelagt under det store jordskælv i 1923, Kantou-jordskælvet. Markedet blev 1935 flyttet til Tsukiji, hvor dele af det stadig ligger. Oktober 2018 flyttede fiskemarkedet i Tokio til et nyt sted i Toyosu.
På en normal dag sælges der omkring 1.600 ton fisk og anden havfangst fra dette marked, som for det meste er engrosorienteret, som også Fiskehallen i Oslo er det (AL Oslo Fiskehall). Omsætningen er opbygget som tre cirkler eller lag, hvor det indre kun består af få professionelle industrihandlere, der har adgang til de bedste råvarer, som de kan sælge til det næste lag, som er de sædvanlige  grossister, der sælger til restauranter og butikker eller boder, som sælger videre til slutbrugerne.

## Coronavirus
I forbindelse med coronaviruspandemien i 2019-2020 har det været diskuteret hvilken betydning vådmarkeder kan have haft, enten som arnestedet eller som et sted for "superspredning".